# Eschweilera alvimii
Eschweilera alvimii é uma espécie de lenhosa da família Lecythidaceae.
A árvore é nativa e endémica do Brasil, encontrada na mata atlântica no estado da Bahia. Ocorre nos seguintes tipos de vegetação: Floresta Ombrófila (Floresta Pluvial) e Restinga.
Está ameaçada por perda de habitat.